# Dorididae
Dorididae zijn een familie van weekdieren uit de klasse van de Gastropoda (slakken).

## Geslachten
- Aphelodoris Bergh, 1879
- Artachaea Bergh, 1881
- Conualevia Collier & Farmer, 1964
- Doriopsis Pease, 1860
- Doris Linnaeus, 1758
- Goslineria Valdés, 2001
- Pharodoris Valdés, 2001

### Nomen dubium
- Homoiodoris Bergh, 1882

### Synoniemen
- Anoplodoris P. Fischer, 1883 => Doris Linnaeus, 1758
- Archidoris Bergh, 1878 => Doris Linnaeus, 1758
- Austrodoris Odhner, 1926 => Doris Linnaeus, 1758
- Ctenodoris Eliot, 1907 => Doriopsis Pease, 1860
- Doridigitata d'Orbigny, 1839 => Doris Linnaeus, 1758
- Doriorbis Kay & Young, 1969 => Doris Linnaeus, 1758
- Etidoris Ihering, 1886 => Thordisa Bergh, 1877
- Guyonia Risbec, 1928 => Doris Linnaeus, 1758
- Neodoris Baba, 1938 => Doris Linnaeus, 1758
- Praegliscita Burn, 1957 => Doris Linnaeus, 1758
- Rhabdochila P. Fischer, 1883 => Rostanga Bergh, 1879
- Siraius Er. Marcus, 1955 => Doris Linnaeus, 1758
- Staurodoris Bergh, 1878 => Doris Linnaeus, 1758